# Баста 40
«Баста 40» — шестой студийный сольный альбом Басты, выпущенный 20 ноября 2020 года. Презентация альбома запланирована на концерт Басты в «Лужниках», 3 июля 2021 года.

## История и предпосылки
О записи нового номерного альбома Василий Вакуленко объявил летом 2019 года. 6 ноября 2020 года на своей странице в Instagram музыкант разместил информацию о том что новый альбом готов и будет презентован 20 ноября 2020 года. Со слов исполнителя альбом приурочен к 40-летнему юбилею, и представляет собой некий итог прожитого. Также Баста сообщил, что этот альбом будет последним под данным псевдонимом и в дальнейшем он сосредоточится над выпуском альбомов своих альтер-эго.

## Об альбоме
Альбом состоит из 23 композиций. В альбом вошли совместные треки со следующими музыкантами: Скриптонит, ATL, Noize MC, T-Fest, ODI, Эрика Лундмоен, ANIKV и Moscow Gospel Team.

## Список композиций
| №   | Название                                             | Автор(ы) | Длительность |
| --- | ---------------------------------------------------- | -------- | ------------ |
| 1.  | «Интро»                                              | Баста    | 2:25         |
| 2.  | «С самых низов»                                      | Баста    | 5:39         |
| 3.  | «Верил всегда» (feat. ODI)                           | Баста    | 5:44         |
| 4.  | «Время догонит нас» (feat. Moscow Gospel Team)       | Баста    | 6:06         |
| 5.  | «+100500» (feat. Moscow Gospel Team, Эрика Лундмоен) | Баста    | 5:48         |
| 6.  | «Дочь огня» (feat. Софи)                             | Баста    | 4:09         |
| 7.  | «Я вижу» (feat. Moscow Gospel Team)                  | Баста    | 6:55         |
| 8.  | «Не дотянуться до звёзд»                             | Баста    | 4:39         |
| 9.  | «ГотеMMосква»                                        | Баста    | 4:31         |
| 10. | «Молодость» (feat. Скриптонит)                       | Баста    | 4:50         |
| 11. | «Поколение Х» (feat. Noize MC, ANIKV)                | Баста    | 5:19         |
| 12. | «Вамп 2.0»                                           | Баста    | 4:07         |
| 13. | «Белый кит»                                          | Баста    | 5:19         |
| 14. | «Любовь и страх» (feat. Дворецкая)                   | Баста    | 5:20         |
| 15. | «Беги пацан» (feat. ODI)                             | Баста    | 6:42         |
| 16. | «Лампочка»                                           | Баста    | 6:30         |
| 17. | «Парень с головой» (feat. LUCAVEROS)                 | Баста    | 4:29         |
| 18. | «Рай.он» (feat. Скриптонит)                          | Баста    | 5:42         |
| 19. | «Зажигалки вверх» (feat. ATL)                        | Баста    | 4:53         |
| 20. | «Кстати» (feat. T-Fest)                              | Баста    | 4:03         |
| 21. | «На маяке» (feat. Е! Вакуленко)                      | Баста    | 5:11         |
| 22. | «Баста 40»                                           | Баста    | 5:34         |
| 23. | «Моррисон Кобейн»                                    | Баста    | 4:22         |